# Izvoru Crișului
Izvoru Crișului est une commune de Transylvanie, en Roumanie, dans le județ de Cluj. Elle est composée des villages Izvoru Crișului, Șaula, Nadășu, Nearșova.